# Баварци
Баварци (бав. Boarn) етнографска су скупина Нијемаца у Баварској, савезној држави Немачке. Говоре баварски језик, поријеклом из Старе Баварске, која представља отприлике територију Изборне кнежевине Баварске из 17. вијека.
Као и околни Аустријанци и Швабе, Баварци су традиционално католици. У Старој Баварској проценат католичких верника иде и до 70%, а већином су чланови Хришћанско-социјалне уније Баварске, традиционално најјаче партије у Баварској скупштини.